# 社寮地區

竹山鎮圖，區域為社寮地區

社寮地區位於竹山鎮內，是濁水溪南岸聚落，地處竹山市區東北。

## 區域
本區是竹山鎮內：社寮里、中央里、富州里、山崇里四里的合稱，即傳統地域的社寮、後埔子。

## 發展歷史
社寮早在漢人入墾前就已是人類活動地區，劉枝萬先生所著〈南投縣濁水溪南岸社寮台地史前遺址〉一文便是有關社寮史前遺址的研究。而在西元1748年的契字中可見社寮地區已為漢人開墾的地區，社寮地區劃分為「前後埔仔」、「水底寮」兩區，而「社寮」屬水底寮內。數十年後，社寮一改原屬水底寮下一小莊的地位，社寮街已成為與林圮埔匹敵的市街，此時社寮地區統稱「社寮十莊」

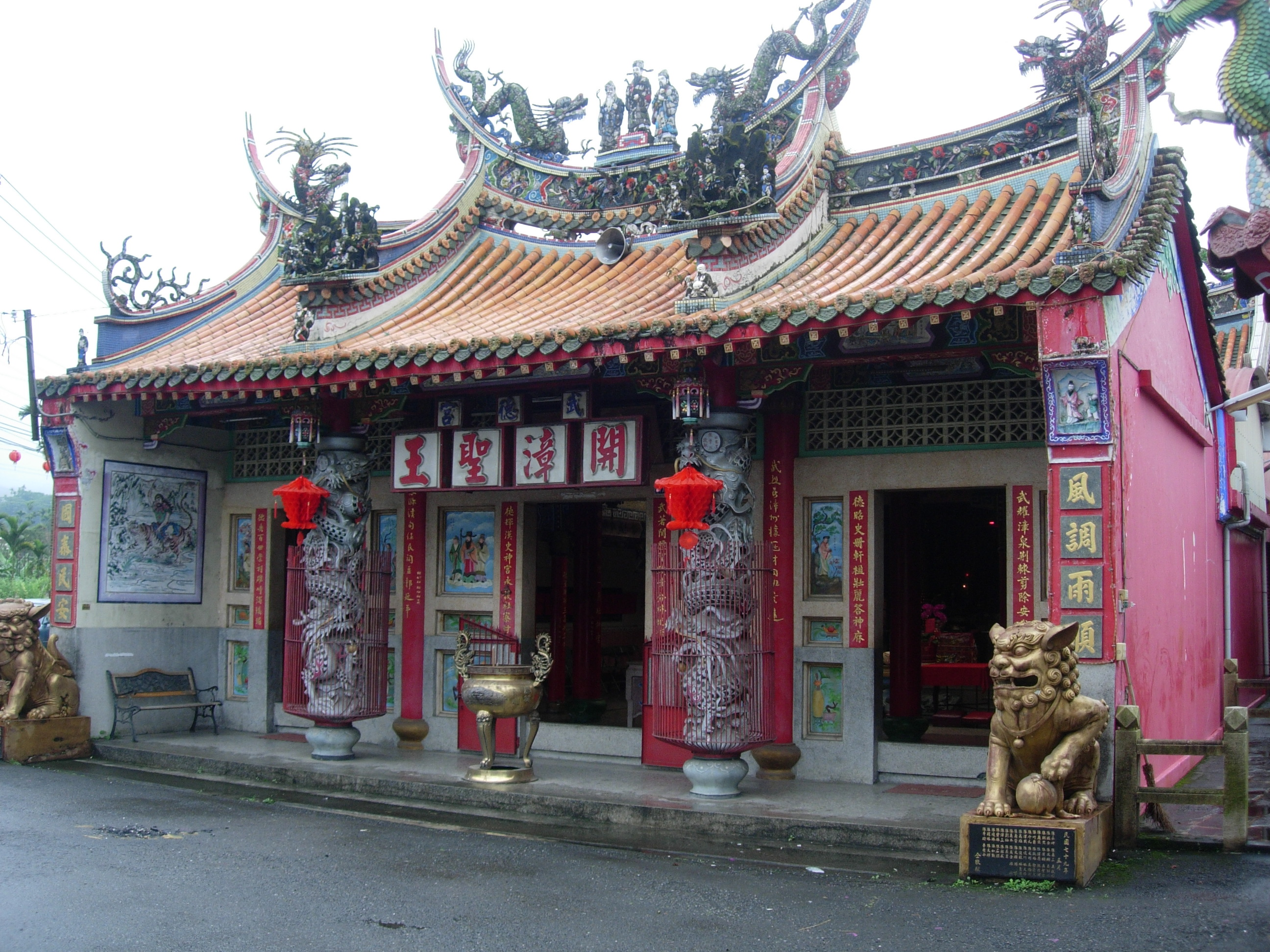
武德宮是社寮四里的信仰中心

永濟義渡使社寮街更為發展，社寮街又稱「大公街」，大公街名由來是因為社寮發展後，庄內的紫南宮成為社寮地區十莊的土地公廟，又稱「大公廟」。

## 人文史蹟
- 永濟義渡碑
- 竹山隆恩圳隧渠
- 竹山社寮敬聖亭
- 陳家古厝（武秀才陳獻瑞家宅）
- 甘泉井及石頭公
- 田園減則嚴禁阻撓諭示牌
- 恩貢張煥文墓址

## 相關書目
- 《社寮三百年開發史》
- 《土地公傳奇 : 社寮小地方三百年 : 竹腳崎的聲音》
- 《南投縣竹山鎮社寮地區輔導美化地方傳統文化建築空間計劃》
- 《歲在丁丑年社寮三百年開發史》
- 《竹山鎮社寮地區文化導攬及老地名釋析》
- 《地方文化活動與地方認同 : 以竹山鎮社寮地區為例》
- 《社寮好地方 : 竹腳寮的故事》

## 外部連結
行政院農委員會水土保持局